# Komnenovich Sándor
Komnenovich Sándor (gyakran: Kommenovich Körmöcbánya 1813. október 13. – Pest, 1869. április 22.) magyar mérnök, műegyetemi tanár, tankönyvíró, nyelvújító. 

## Életpályája
Oklevelét 1841-ben szerezte meg. De már 1837 óta részt vett a Tisza-mérésben. 1845-ben Gergely és Eszeny között végzett méréseket. majd 1847-től 1852-ig a Tisza-szabályozási társulatnál a beregi vízszerkezet igazgató osztálymérnöke volt. 1852. december 18-án a Királyi József Ipartanoda helyettes tanára lett, majd 1857. május 25-én a Királyi József Műegyetemen az elemi matematika rendes tanárává nevezték ki. Hallgatói számára tankönyveket írt. Az Egyetemes magyar encyclopaedia munkatársa volt.
Nyelvújításai: algebrai egyenlet; alaptétel; szakaszos tizedes tört; közönséges tört; közös nevezőre
hozni.

## Munkái
- Algebra, vagy betűszámtan, műegyetemi hallgatók, lyceumok, felső-gymnasizumok, főreáltanodák, bányászok, iparosok és magántanulók számára. Pest, 1862. (2. jav. kiadás. U. ott, 1872.)
- Elméleti elemi mértan tankönyve. Műegyetemi hallgatók, lyceumok, főgymnasiumok, főreáltanodák, bányászok, iparosok és magántanulók számára. Pest 1868. (Egy tábla rajzzal és a szövegbe nyomott 510 ábrával)